# Korath Range
Korath Range je anglický název vulkanického masivu, tvořeného tufovými kužely a lávovými proudy, který se nachází v oblasti Turkanského riftu v jižní Etiopii, blízko hranic s Jižním Súdánem. Struskových kuželů Korath Range jsou zhruba dvě desítky a mnohé z nich jsou asociovány s mladě vypadajícími lávovými proudy, převážně bazanitově-tefritickými. Stáří celého komplexu není přesně stanoveno, ale na základě radiometrického datování bylo určeno časové rozpětí stáří hornin mezi (7900-9500) lety.